# هسن-ناسائو

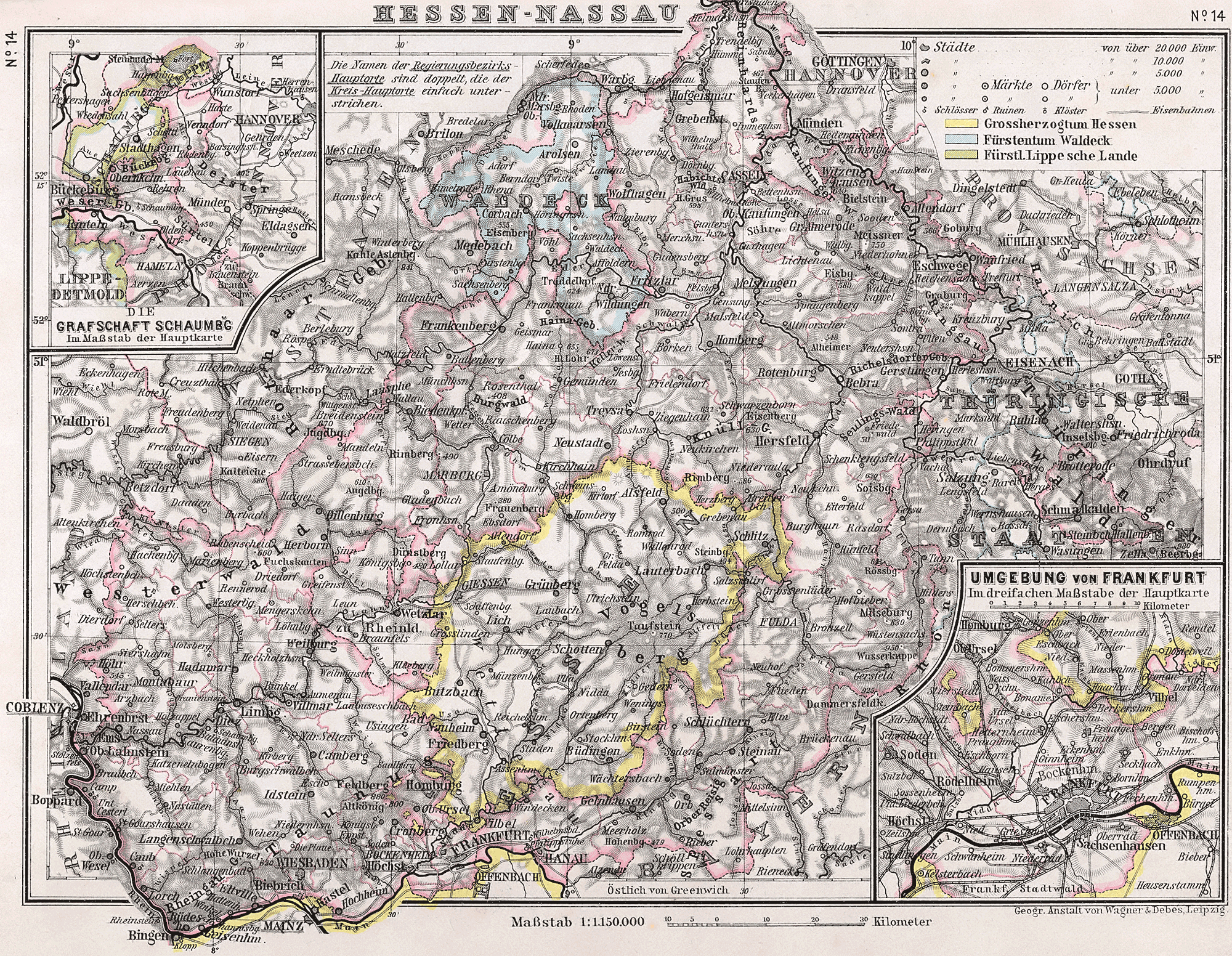
هسن-ناسائو در سال ۱۹۰۵

استان هسن-ناسائو (به آلمانی: Provinz Hessen-Nassau) از سال ۱۸۶۸ تا ۱۹۱۸ استان پادشاهی پروس و سپس استان آزاد پروس تا سال ۱۹۴۴ بود. این استان که دستاورد جنگ اتریش و پروس در سال ۱۸۶۶ بود با تلفیق هسن-کاسل، قلمرو دوک ناسائو، شهر آزاد فرانکفورت، مناطق به دست آمده از پادشاهی باواریا و دوک نشین هسن ایجاد شد. مرکز پیشین این استان شهر کاسل بوده و در سال ۱۹۴۴ منحل گردید. امروزه بخشی از آلمان است.